# Charaxes hindia
Charaxes hindia är en fjärilsart som beskrevs av Butler 1872. Charaxes hindia ingår i släktet Charaxes och familjen praktfjärilar. Inga underarter finns listade i Catalogue of Life.